# Pseudokermes nitens
Pseudokermes nitens är en insektsart som först beskrevs av Cockerell 1895.  Pseudokermes nitens ingår i släktet Pseudokermes och familjen skålsköldlöss. Inga underarter finns listade i Catalogue of Life.